# 17e bataillon de chasseurs à pied
Le 17e bataillon de chasseurs à pied (17e BCP) est une unité d'infanterie de l'armée française aujourd'hui dissoute.

## Création, villes de garnison
- 1854 : création du 17e bataillon de chasseurs à pied (décret du 22 novembre 1853) le 16 janvier 1854 à Toulouse, avec des éléments du 4e bataillon de chasseurs et des 10e, 11e, 34e, 35e et 49e régiments d'infanterie de ligne

Les bataillons de chasseurs passent de 10 à 20.
- 1871 : le 17e BCP est reformé le 25 septembre par fusion avec le 17e bataillon de marche de chasseurs à pied, créé le 15 novembre 1870
- Avant 1914 : en garnison à Rambervillers, caserne Gibon
- 1914 : en avril, il rejoint le 20e BCP en garnison à Baccarat ; il met sur pied le 57e bataillon de chasseurs à pied en août, à la suite de l'ordre de mobilisation
- 1917 : devient le 17e bataillon de chasseurs alpins
- 1920 : Luxembourg
- 1937 : Rambervillers, 17e bataillon de chasseurs portés
- Été 1954 : recréé à Jausiers-la-Condamine (04).
- 1963 : dissolution

## Devise du17ebataillonde chasseurs à pied
- Devise : « Il n'y a pas de dernier effort[1] »
- Surnom : « Bataillon de Fer » ou « Bataillon Taureau[2] »
- Refrains du bataillon:

ou
encore
refrain actuel:

## Drapeau du régiment

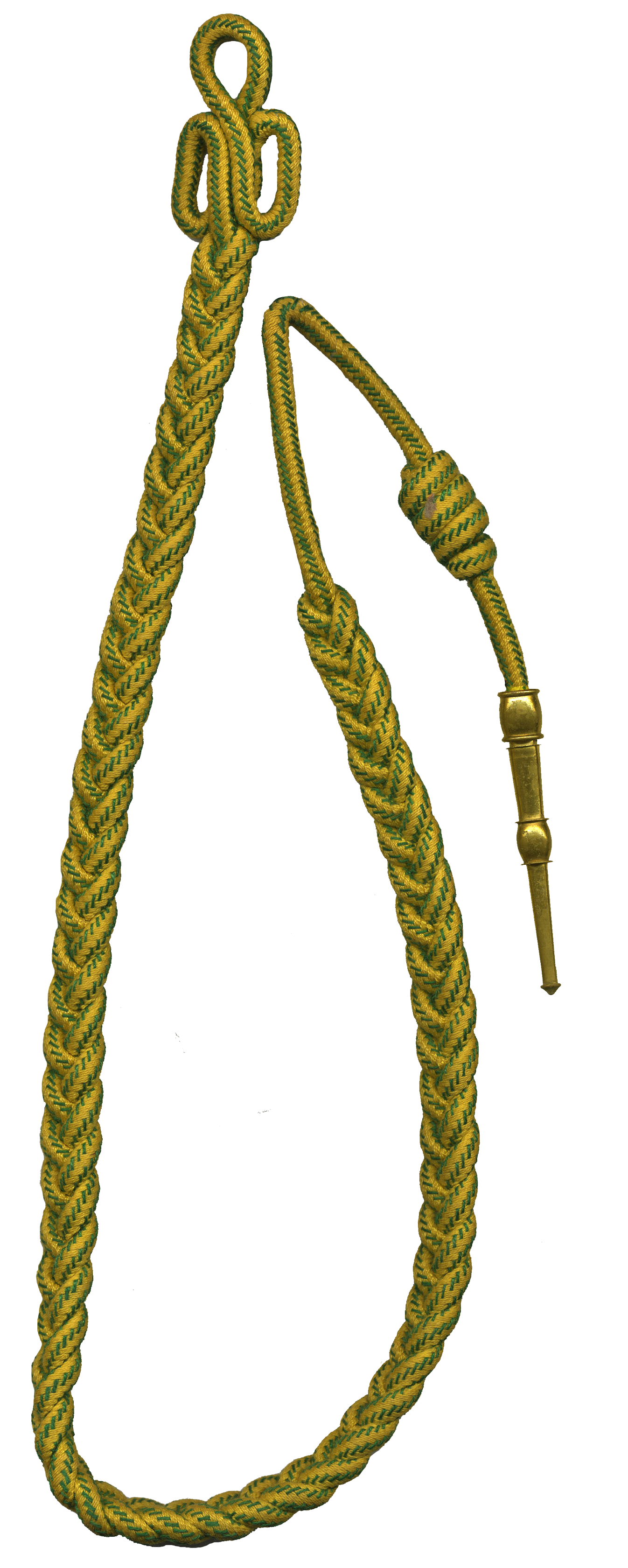
Fourragère aux couleurs de la Médaille militaire

Comme tous les autres bataillons de chasseurs ou groupes de chasseurs, il ne dispose pas de son propre drapeau. Il n'existe qu'un seul drapeau pour tous les Bataillons de Chasseurs à Pied, et Bataillons de Chasseurs Alpins, lequel passe d'un bataillon à un autre durant la campagne 1914-1918
- Le Fanion du Bataillon

- La Croix de guerre 1914-1918 cinq palmes une étoile d'argent deux étoiles de vermeil.
- La fourragère aux couleurs du ruban de la Médaille militaire.

- Citations du Bataillon
  - Citation à l'ordre de la Xe armée, OG no 67 du 17 mai 1915.
  - Citation à l'ordre de la Xe armée, OG no 111 du 11 juillet 1915.
  - Citation à l'ordre de la VIIe armée, OG no 65bis du 17 mai 1915.
  - Citation à l'ordre du 5e corps d'armée, OG no 66 du 30 novembre 1917.
  - Citation à l'ordre de la Ire armée, OG no 80 du 4 août 1918.
  - Citation à l'ordre de la Xe armée, OG no 346 du 1er novembre 1918.
  - Citation à l'ordre de la 66e division, OG no 816 du 7 juin 1918.
  - Citation à l'ordre de la 66e division, OG no 878 du 11 septembre 1918.

## Chefs de corps
- 1854 : chef de bataillon Douai
- 1855 : chef de bataillon de Férussac
- 1859 : chef de bataillon Pichon
- 1866 : chef de bataillon Merchier
- 1870 : chef de bataillon Barré
- 1875 : chef de bataillon Lamiraux
- 1876 : chef de bataillon de Monard (**)
- 1883 : chef de bataillon Dosse
- 1887 : chef de bataillon Heimbruger
- 1892 : chef de bataillon Bezançon
- 1896 : chef de bataillon Dolot
- 1900 : chef de bataillon Letellier
- 1902 : chef de bataillon Génin
- 23 juin 1908 : chef de bataillon Serret[3] (*)
- août 1914 : chef de bataillon Carrère
- 1914-1915 : chef de bataillon Renouard[4]
- 1915-1916 : commandant Joly
- 1916 : capitaine Grenier
- 1916 : chef de bataillon Janot[5]
- 1916 : capitaine Bernard
- 1916-1917 : chef de bataillon Bourgau
- juin 1917 : capitaine adjudant-major du Temps
- 27 juillet 1917 : chef de bataillon Marchant[6]
- 1918 : capitaine Pougnet
- 1919 : commandant Vial
- 1944 : chef de bataillon Carol
- 20.09.1945 - 14.01.46 : chef de bataillon Strauss[7]
- 1954 : commandant de Tressan
- 1962 : colonel Bouvery
- 1963 : commandant Belfayol Pierre (**)

(*) Ces officiers sont devenus par la suite généraux de brigade.

(**) Ces officiers sont devenus par la suite généraux de division.

## Historique

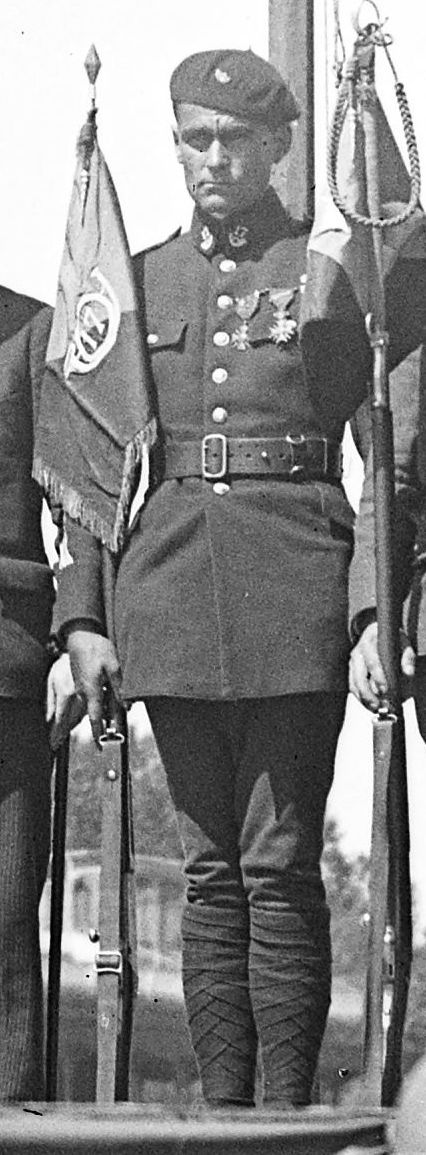
Fanion du de chasseurs alpins le 25 7 1920 lors de la fête des chasseurs.

### Le Second Empire et laIIIeRépublique
- 1855 - 1856
- Armée d’Orient (7e division)
  - 7 juin : Siège de Sébastopol, attaque des Ouvrages Blancs.
  - 8 septembre : Assaut de Malakoff, le Petit-Redan.
- 1859
- Armée d’Italie (division Forey, 2e brigade)
  - 8 juin : Montebello
  - 24 juin : Solférino
- 1870
- Armée du Rhin (7e corps d’armée, 1re division)
  - 6 août: Frœschwiller
- Armée de Châlons
  - 31 août-1er septembre: Sedan
- Armée du Nord (22e corps d’armée, 1re division, bataillon de marche)
  - Amiens
  - Ham
  - Pont-Noyelles
  - Bapaume
  - Saint-Quentin
- 1871
  - Durant la Commune de Paris en 1871, le régiment participe avec l'armée versaillaise à la semaine sanglante.
- 1879
  - Algérie : insurrection de l’Aurès (juin – septembre)
- 1895
  - Madagascar : détachement de 26 chasseurs.

### La Première Guerre mondiale
- Affectation
  - Août 1914 : 25e Brigade d'Infanterie - 13e Division d'Infanterie - 21e Corps d'Armée - Ire Armée
  - Août 1915 : 88e Brigade - 77e division d'infanterie
  - Novembre 1917 : 8e G.B.C.A./[8] I.D[9] 66/ 66e Division d'infanterie.

#### 1914
- Août : Lorraine, opérations de couverture, Reherrey, Montigny - Vosges, Le Donon, vallée de la Sarre, bois de Saint-Quirin - retraite Walscheid (Saint-Léon), Veney, Thiaville-sur-Meurthe - Bataille de la trouée de Charmes,
  - 25 août - 4 septembre : Bataille du col de la Chipotte
  - col de Barrémont, Saint-Benoît-la-Chipotte.
- Septembre : Bataille de la Marne, (Bataille de Vitry) signal de l'Ormet, Sommesous, Sompuis - Champagne, route de Souain à Perthes-les-Hurlus.
- Octobre : mêlée des Flandres, Lambersart, Fives - Bully-Grenay.
- Novembre : Artois, Aix-Noulette, Bully, Angres, Nord-ouest Notre-Dame-de-Lorette.
- Décembre : Artois.

#### 1915
- Janvier - mai : Artois - collines de l'Artois, Fosse Calonne, Notre-Dame-de-Lorette.
- Mai - juin : 2e Bataille d'Artois, Notre-Dame-de-Lorette.
- Juin - septembre : Artois, secteur de la Fosse Calonne.
- Septembre - novembre : 3e Bataille d'Artois, Fond de Buval, Souchez, crête de Vimy.
- Décembre : secteur de Souchez.

#### 1916
- Janvier : Artois, secteur de Souchez.
- Février - mars : Repos.
- Mars - mai : Bataille de Verdun, Vaux, Fort de Douaumont
- Mai - juillet : Woëvre, bois de Mortmare.
- Juillet - septembre : repos, instruction.
- Septembre - octobre : La Somme, Barleux, Biaches, la Maisonnette
- Novembre - décembre : repos Domart-sur-la-Luce.

#### 1917
- Janvier - avril : instruction au camp de Champlieu
- Avril : repos à Mourmelon, offensive de Champagne
- Avril - mai : repos à Mourmelon
- Mai - juin : Bataille du Chemin des Dames, secteur du Moulin de Laffaux, Le Chemin des Dames.
  - En juin 1917, le bataillon est le lieu d'une mutinerie massive[10]
- Juin - juillet : secteur Champagne.
- Juillet - août : secteur Alsace
- Août - novembre : secteur Vosges
- Novembre 1917 : le bataillon devient le 17e bataillon de chasseurs alpins[10]
- Novembre - décembre : instruction région de Villersexel. Vosges, le Sudelkopf, le Hartmannswillerkopf.

#### 1918
- Janvier - mars : Vosges, Sudelkopf, Hartmannswillerkopf.
- Mars - mai : repos
- Mai- août : bataille défensive de la Somme, bois de Sénécat, Moreuil.
- Août - septembre : bataille de l'Ailette, Vauxaillon, route de Soissons à Béthune.
- Septembre - novembre : bataille de Saint-Quentin,
- Novembre : Thiérache, Oisy, canal de la Sambre à l'Oise.

### Entre-deux-guerres
Le bataillon est dissous en 1929.

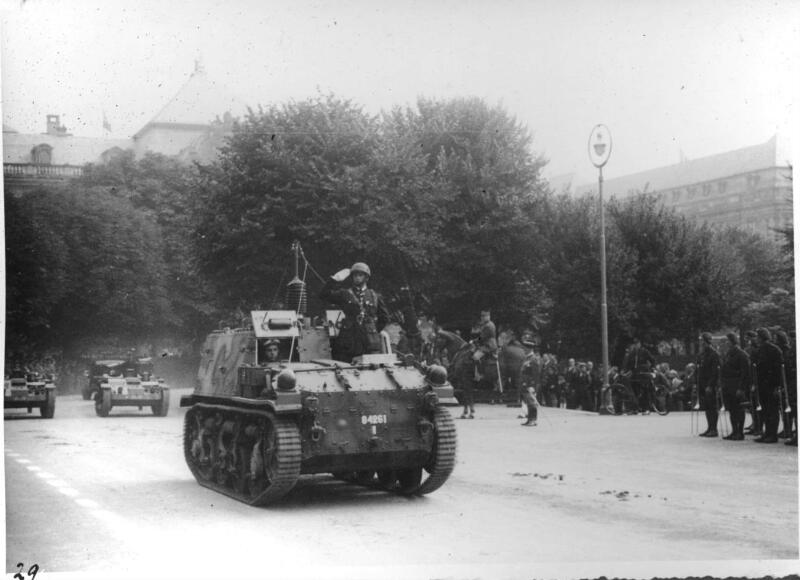
Véhicule de commandement Renault YS du défilant à Strasbourg le 14/7/1938.

Il est recréé en 1937 à Rambervillers[réf. souhaitée] sous le nom de 17e bataillon de chasseurs motorisés, bientôt rebaptisé 17e bataillon de chasseurs portés (BCP). Le 17e BCP et son homologue le 5e BCP sont les deux premières unités d'infanterie spécialisées dans l'accompagnement des unités cuirassées à l'instar des Panzergrenadier allemands. Ils sont initialement transportés dans des véhicules tous terrains non blindés Lorraine 28 (it).

### Seconde Guerre mondiale

#### 1939-1940
Le 17e BCP est initialement rattaché à la 2e brigade cuirassée, créée fin 1939. À la même époque, les Lorraine 28 sont remplacés par des engins chenillés Lorraine 38L. Début 1940, la 2e brigade cuirassée est transformée en 2e division cuirassée. 
Dans les divisions cuirassées, la doctrine prévoit que le BCP est chargé de tenir une position de fixation de laquelle les chars lourds (B1 bis) puissent attaquer.

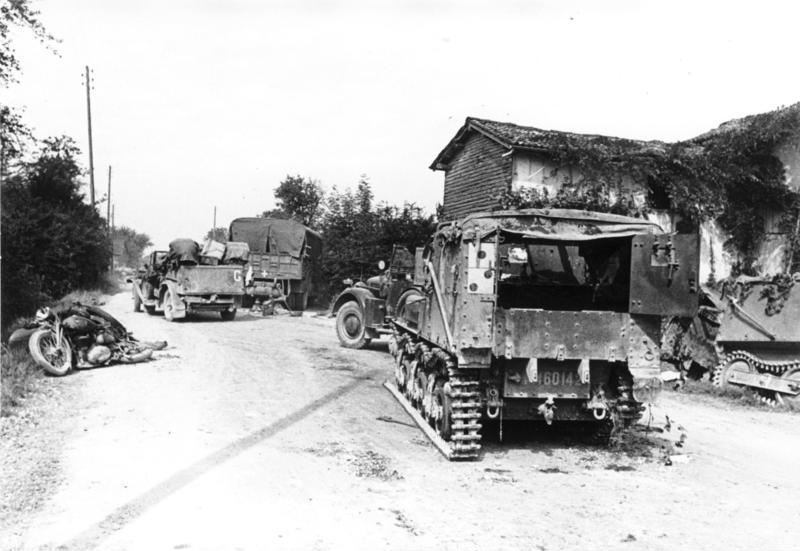
Un Lorraine 38L du détruit en mai 1940

Le 17e BCP est engagé avec sa division dans la bataille de France.  La compagnie antichar du 17e BCP est décimée le 15 mai. Réformée en juin, elle regroupera 21 canons antichars de 25 mm SA-34, deux fois plus que sa dotation réglementaire (12).
En juillet et août 1940, le 17e BCP est stationné à Guéret et en partira le 31 août . Le bataillon est ensuite dissous.

#### 1944
- août : recréation du bataillon, avec des éléments de la Résistance intérieure française, commandant Jean Costa de Beauregard (Carol), dans la brigade Charles Martel[14] :
- Combat d'Écueillé
- Reddition de la colonne Elster
- Front atlantique
- Poche de Saint-Nazaire.

### De 1945 à aujourd'hui

#### 1946
- 16 janvier : dissolution

#### 1954
- Le bataillon est recréé à Jausiers et à La Condamine (04), initialement pour partir en Indochine, puis les combats ayant cessé il est intégré à la 2e demi-brigade de chasseurs à pied (2e DBCP) au sein de la 14e division d'Infanterie.

En septembre 1954, il est à Souk Ahras, en mars 1955 il est à Khenchela.
Au sein de sa demi-brigade, il rejoint ensuite en 1957 la 21e division d’infanterie, toujours dans le sud Constantinois.
- Algérie : dans le Constantinois (1954-1963)

#### 1962
Au cessez-le-feu du 19 mars 1962 en Algérie, le 17e BCP constitue comme 91 autres régiments, une des 114 unités de la Force locale. Le 17e BCP forme une unité de la Force locale de l'ordre algérienne, le bataillon sert de support à la 413e UFL-UFO composés de 10 % de militaires métropolitains et de 90 % de militaires musulmans, qui pendant la période transitoire devaient être au service de l’Exécutif provisoire algérien, jusqu'à l'indépendance de l'Algérie (accords d'Evian du 18 mars 1962).
À la date du 5 juillet 1962 les FSE (Français de souche européenne) 10 % se retrouvèrent seuls, les musulmans qui composent cette unité ayant déserté, voir le rapport[Lequel ?] du 7 juillet 1962

#### 1963
- 25 octobre : le 17e BCP quitte l'Algérie.
- 15 novembre : dissolution à Sissonne.

## Personnalités
- Jean Théodore François Champion alors capitaine